# Batalla de Diamond Hill

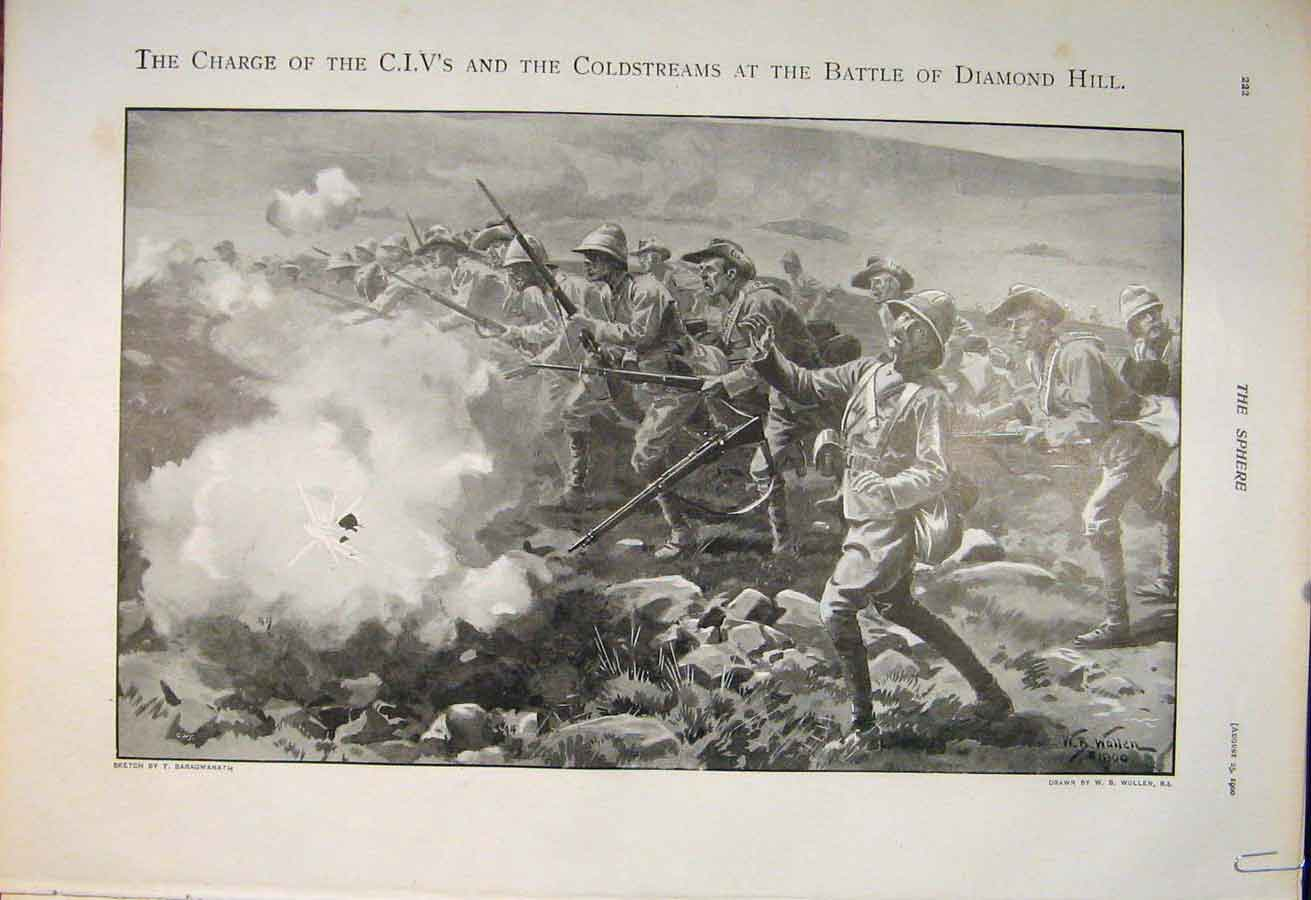
Carga durante la batalla de Diamond Hil

La Batalla de Diamond Hill o Donkerhoek (en afrikáans: Slag van Donkerhoek) fue un enfrentamiento de la segunda guerra bóer que tuvo lugar el 11 y 12 de junio de 1900 en el centro de Transvaal.

## Antecedentes
Las fuerzas bóer se retiraron hacia el este cuando la capital de la República Sudafricana (Transvaal), Pretoria, fue capturada por las fuerzas británicas el 5 de junio de 1900. El comandante en jefe británico en Sudáfrica, el mariscal de campo Lord Roberts, había predicho una rendición bóer tras la pérdida de su capital, pero cuando esto no se cumplió, comenzó un ataque hacia el este para alejar a las fuerzas bóer de Pretoria y permitir un avance hacia la frontera de África Oriental Portuguesa.

## Preludio
El comandante general de Transvaal, Louis Botha, estableció una línea defensiva de 40 kilómetros de norte a sur a 29 kilómetros al este de Pretoria; sus fuerzas sumaban hasta 6.000 hombres y 30 cañones. La línea ferroviaria Pretoria-Delagoa Bay corría hacia el este a través del centro de la posición bóer. El personal de la Policía de la República Sudafricana ocupaba posiciones en Donkerpoort, justo al sur del ferrocarril, en las colinas de Pienaarspoort, mientras que otras tropas ocupaban posiciones en Donkerhoek y Diamond Hill. Botha comandaba el centro bóer y el flanco izquierdo y el general Koos de la Rey comandaba al norte de la línea ferroviaria.
Debilitada por la larga marcha a Pretoria y la pérdida de caballos y hombres enfermos, la fuerza británica reunió solo 14 000, un tercio de los cuales estaban montados en caballos tambaleantes.
Envió a la 2° Brigada de Caballería de Robert Broadwood, que incluía a los 10º Húsares Reales, el 12º Lanceros Reales y el Regimiento de Caballería Doméstica, en una Misión Especial.
Cuando salió el sol, era una «mañana de lunes muy fría (...) estamos escondidos en las colinas de Donkerhoek (...) listo para la batalla» confió Botha a su diario.

## Batalla
La caballería de John French con la brigada de Edward Hutton atacó por la izquierda en un intento de flanquear a los bóeres hacia el norte, mientras que la infantería de Ian Hamilton con el cuerpo del teniente coronel Beauvoir De Lisle intentó un movimiento de flanqueo a la derecha. En el centro, la infantería de Reginald Pole-Carew avanzó hacia el centro bóer, con la brecha entre Pole-Carew y French cubierta por el cuerpo de infantería montada del coronel St.G.C. Henry.
A la izquierda, la caballería de franceses entró en un valle y atrajo fuego desde tres lados. El cuerpo de De Lisle estaba igualmente inmovilizado en el flanco derecho en un grupo de colinas en forma de herradura. Cuando un destacamento de 10º Húsares se balanceó hacia la derecha, fueron atacados desde Diamond Hill. Una sección de la Batería Q RHA intentó devolver el fuego de artillería, pero no tuvo apoyo de infantería, hasta que los 12º Lanceros llegaron a la línea del frente. Lord Airlie tomó 60 hombres para limpiar a los bóeres de las armas, y en el consiguiente intercambio de disparos de rifle a corto alcance, Lord Airlie fue asesinado. Los bóeres presionaron el asunto con fuerza. Dos escuadrones del Regimiento de Caballería Doméstica y un escuadrón del 12º Húsares cargaron al galope contra los bóeres disparando desde posiciones ocultas. El enemigo se dispersó. Tras los resultados indecisos del 11 de junio, Roberts decidió hacer un ataque frontal a la mañana siguiente.
La mañana del 12 de junio con fuego de artillería de cañones escoltados a posiciones avanzadas por un escuadrón de rifles montados de Nueva Gales del Sur dirigido por el capitán Maurice Hilliard, permitiendo un avance de infantería regular que capturó Diamond Hill. Un contraataque fue planeado por Botha, apoyado con fuego desde rhenosterfontein Hill. La Infantería Montada regular del cuerpo de De Lisle avanzó a una granja, donde se colocaron dos pom-poms de disparo rápido, apoyados por la Infantería Montada de Australia Occidental de Hatherley Moor. La colina fue atacada por los Rifles Montados de Nueva Gales del Sur, que trotaron a través de la llanura en orden extendido, luego aumentaron a un galope bajo el fuego de los bóeres antes de desmontar en la base de la colina. Los fusiles montados avanzaron colina arriba y cargaron contra los defensores bóer, obligando a estos últimos a retirarse. Mantuvieron la colina a pesar del fuego de artillería bóer, lo que obligó a Botha a suspender el contraataque, ya que el fuego de artillería británico desde la colina tenía el potencial de confusión con la retirada bóer. Entre los muertos en el ataque estaban los tenientes Percy Drage y William Harriott de los Rifles Montados de Nueva Gales del Sur.
En la mañana del 13 de junio, el cuerpo de De Lisle persiguió a los bóeres en retirada hasta que gastaron sus municiones y recibieron fuego de artillería a cambio.

## Consecuencias
El 13 el ejército de Botha se retiró hacia el norte, fueron perseguidos hasta la estación del río Elands, a solo 25 millas de Pretoria, por la Infantería Montada y los australianos de De Lisle. Aunque Roberts había eliminado la amenaza bóer a su flanco oriental, los bóeres no se doblegaron a pesar de su retirada. Jan Smuts escribió que la batalla tuvo «un efecto inspirador que difícilmente podría haber sido mejorado por una victoria real».
Cuarenta y cuatro años después de la batalla, el general británico Ian Hamilton opinó en sus memorias que "la batalla, que aseguró que los bóeres no pudieran recuperar Pretoria, fue el punto de inflexión de la guerra". Hamilton atribuyó al corresponsal de guerra Winston Churchill el reconocimiento de que la clave de la victoria estaría en asaltar la cumbre y arriesgar su vida para señalar a Hamilton.

## Orden de batalla
| Fuerza de Campo de Sudáfrica                                               | Mariscal de Campo Lord Roberts                                   |
| División de Caballería (Teniente General John French)                      |                                                                  |
| 1ª Brigada de Caballería: Coronel T.C. Porter                              | 4ª Brigada de Caballería: General de División J.B.B. Dickson     |
| 2º Dragones (Royal Scots Greys)                                            | 7º Guardias de Dragones                                          |
| 6º (Inniskilling) Dragones                                                 | 8º Húsares Reales Irlandeses del Rey                             |
| Carabineros (6º Guardia de Dragones)                                       | 14º Húsares del Rey                                              |
| Lanceros de Nueva Gales del Sur                                            | O Batería, Artillería Real a Caballo                             |
| 1er Caballo Australiano                                                    | Sección E Pom-Poms                                               |
| Batería T, Artillería Real a Caballo                                       |                                                                  |
| J Sección Pom-Poms                                                         |                                                                  |
| 1.ª Brigada de Infantería Montada (General de División Edward Hutton))     |                                                                  |
| 1° Cuerpo de Infantería Montada: Teniente Coronel. Edwin Alderson          | 3° Cuerpo de Infantería Montada: Teniente Coronel. Tomás Pilcher |
| 1º Rifles Montados Canadienses                                             | Infantería Montada de Queensland                                 |
| 2º Rifles Montados Canadienses                                             | Infantería Montada de Nueva Zelanda                              |
| 1er Batallón de Infantería Montada                                         | 3° Batallón de Infantería Montada                                |
| G Batería Real de Artillería a Caballo                                     |                                                                  |
| Pom-Poms de la sección C                                                   |                                                                  |
| 4º Cuerpo de Infantería Montada: Coronel St.G.C. Henry                     |                                                                  |
| Rifles montados de Australia Meridional                                    | 4º Batallón de Infantería Montada                                |
| Infantería Montada de Tasmania                                             | Batería J, Artillería Real a Caballo                             |
| Rifles montados victorianos                                                | Sección L Pom-Poms                                               |
| 7º Yeomanry Imperial                                                       |                                                                  |
| 11.ª División (Teniente General Reginald Pole-Carew)                       |                                                                  |
| 1° Brigada (Guardias): General de División Íñigo Jones                     | 18° Brigada: General de División Theodore Stephenson             |
| 3° Guardia de Granaderos                                                   | 1º Essex                                                         |
| 1º Guardias Coldstream                                                     | 1º Yorkshire                                                     |
| 2º Guardias Coldstream                                                     | 2º Royal Warwickshire                                            |
| 1° Guardia Escocesa                                                        | 1º Galés                                                         |
| Tropas de la División                                                      |                                                                  |
| 2° Infantería Montada de Australia Occidental                              | Scouts de Struben                                                |
| Guardia del Príncipe Alfredo (destacamento)                                | 12º Yeomanry Imperial                                            |
| 83° Batería de Campaña, Artillería Real                                    | 2 x cañones navales de 4,7 pulgadas (Bearcroft)                  |
| 84° Batería de Campaña, Artillería Real                                    | 2 x Naval de 12 libras                                           |
| 85° Batería de Campaña, Artillería Real                                    | 2 cañones de asedio de 5 pulgadas (Foster's)                     |
| Columna del Teniente General Ian Hamilton                                  |                                                                  |
| 2° Brigada de Caballería: General de División Robert George Broadwood      | 3° Brigada de Caballería: General de Brigada J.R.P. Gordon       |
| Regimiento Compuesto de Caballería Doméstica                               | 9º Lanceros                                                      |
| 10º Húsares                                                                | 16º Lanceros                                                     |
| 12º Lanceros                                                               | 17º Lanceros                                                     |
| Batería Q, Artillería Real a Caballo                                       | Batería R, Artillería Real a Caballo                             |
| Sección K Pom-Poms                                                         | D Sección Pom-Poms                                               |
| 21ª Brigada: General de División Bruce Hamilton                            |                                                                  |
| 1º Royal Sussex                                                            | 1º Derbyshire                                                    |
| 1º Cameron Highlanders                                                     | Voluntarios de la Ciudad Imperial                                |
| 76° Batería de Campaña, Artillería Real                                    | 82° Batería de Campaña, Artillería Real                          |
| 2 cañones de asedio de 5 pulgadas (Massie's)                               |                                                                  |
| 2ª Brigada de Infantería Montada: General de Brigada Charles Parker Ridley |                                                                  |
| 2º Cuerpo de Infantería Montada: Teniente Coronel Beauvoir De Lisle        | 5º Cuerpo de Infantería Montada: Teniente Coronel H.L. Dawson    |
| Infantería Montada de Australia Occidental                                 | Caballo de Marshall                                              |
| 6º Batallón de Infantería Montada                                          | El caballo de Roberts                                            |
| Rifles montados de Nueva Gales del Sur                                     | Infantería Montada de Ceilán                                     |
| Batería P, Artillería Real a Caballo                                       | 5º Batallón de Infantería Montada                                |
| Una sección Pom-Poms                                                       |                                                                  |
| 6º Cuerpo de Infantería Montada: Teniente Coronel Norton Legge             | 7º Cuerpo de Infantería Montada: Teniente Coronel Guy Bainbridge |
| Caballo de Kitchener                                                       | Infantería Montada de Birmania                                   |
| Voluntarios de la Ciudad Imperial Infantería Montada                       | Guías de rimington                                               |
| 2º Batallón de Infantería Montada                                          | 7º Batallón de Infantería Montada                                |
| Infantería Montada derby (2 compañías)                                     |                                                                  |